# 阿克賴特 (喬治亞州)
阿克賴特（英語：Bannockburn）是位於美國喬治亞州比伯縣的一個非建制地區。該地的面積和人口皆未知。

## 地理
阿克賴特的座標為32°55′58″N 83°42′11″W / 32.93278°N 83.70306°W，而該地的平均海拔高度為108米（即354英尺）。